# La figlia di Frankenstein (film 1958)
La figlia di Frankenstein è un film horror fantascientifico del 1958 per la regia di Richard E. Cunha, liberamente tratto dal romanzo di Mary Shelley Frankenstein, o il moderno Prometeo del 1816.
La pellicola è entrata nel pubblico dominio negli Stati Uniti.

## Trama
Il nipote di Victor Frankenstein, facendosi chiamare Frank, lavora come assistente di uno scienziato, il dottor Morton, che sta cercando un antidoto contro le cellule dannose presenti nell'organismo umano. Un giorno Frank fa un esperimento sulla figlia dello scienziato, Trudy Morton, che assume un aspetto mostruoso e fugge in strada terrorizzando chiunque, ma poi la ragazza torna alla propria vita normale credendo di aver vissuto un sogno. In seguito, per creare un vero morto vivente, Frank uccide un'amica di Trudy, Suzie Lawler, e con l'aiuto dell'anziano giardiniere Elsu, già a servizio del nonno, assembla il cervello di Suzie ad altre parti di cadavere per ottenere un mostro dalla forza disumana che sia pronto ad ubbidire al giovane Frankenstein.